# Orxeta
Orxeta è un comune spagnolo situato nella comunità autonoma Valenciana.